# Any Way You Want Me (That's How I Will Be)
Any Way You Want Me (That's How I Will Be) ("De cualquier manera que me quieras así seré") es una canción compuesta por Aaron Schroeder y Cliff Owens grabada y editada originalmente por Elvis Presley en 1956. Any Way You Want Me fue junto con Love me tender, un single doble cara A que alcanzó el puesto # 1 de la lista del Billboard Most Played in Jukeboxes  y se incluyó asimismo en el primer álbum del cantante, titulado homónimamente Elvis Presley, considerado uno de los álbumes más importantes de la historia del rock. 

## Grabación
Elvis grabó la canción el 2 de julio de 1956 en los estudios de RCA en New York, en compañía de los músicos Scotty Moore en guitarra eléctrica, Bill Black en contrabajo, D. J. Fontana en batería, Shorty Long en piano y The Jordanaires en los coros. 
Además de formar parte del primer álbum del cantante y de editarse como disco sencillo junto a Love me tender, la compañía RCA lanzó a la venta un EP con cuatro canciones con Any Way You Want Me como primer tema de la cara A y seguido de tres canciones previamente grabadas en la compañía Sun Records de Memphis,como I’m Left, You’re Right, She’s Gone completando la cara A y I Don’t Care If The Sun Don’t Shine con Mystery Train en la cara B  

## Listas
| Listas (Año 1956)                  | Posición alcanzada |
| ---------------------------------- | ------------------ |
| Billboard Most Played in Jukeboxes | 1                  |